# Энергетика Тывы
Энергетика Тывы — сектор экономики региона, обеспечивающий производство, транспортировку и сбыт электрической и тепловой энергии. По состоянию на конец 2020 года, на территории Тывы эксплуатировалась 15 электростанций, из них 14 тепловых электростанций и одна малая ГЭС, общей мощностью 24 МВт, из которых в составе единой энергосистемы работает только Кызылская ТЭЦ мощностью 17 МВт, остальные электростанции работают изолированно. В 2020 году Кызылская ТЭЦ произвела 37 млн кВт·ч электроэнергии.

## История
Первая электростанция в Кызыле появилась в 1925 году, ее мощность составляла 40 кВт. Оборудование станции располагалось в единственном на тот момент в городе каменном здании. В 1938 году в городе была построена новая, более мощная электростанция, включавшая три генератора общей мощностью 320 МВт (по другим данным, эта электростанция была пущена в 1932 году и имела мощность 500 кВт). В 1949 году эта электростанция была расширена и достигла мощности 888 кВт. В 1950-х годах началась активная работа по электрификации сельской местности путем строительства небольших электростанций, так, только в 1954 году было построено 14 электростанций в колхозах и три в МТС.
В 1955 году было начато строительство первого крупного объекта электроэнергетики Тывы — Кызылской ТЭЦ. Первая очередь станции мощностью 5 МВт была введена в эксплуатацию в 1958 году, к 1970 году её мощность возросла до 20 МВт. В 1960—1961 году была пущена дизельная электростанция в Ак-Довураке в составе двух агрегатов мощностью по 600 л. с. В 1963 году была введена в эксплуатацию Ак-Довуракская ТЭЦ мощностью 5 МВт. В дальнейшем станция, входившая в состав комбината «Туваасбест», неоднократно расширялась, к настоящему времени генерирующее оборудование выведено из эксплуатации, станция эксплуатируется как котельная.
В 1960 году было начато строительство первой в республике линии электропередачи напряжением 35 кВ, в 1968 году была введена в эксплуатацию первая ЛЭП напряжением 110 кВ. В 1971 году было образовано предприятие по эксплуатации электрических сетей на территории Тувинской АССР, в состав которого входила и Кызылская ТЭЦ. В 1972 году, с завершением строительством ВЛ 220 кВ Абаза — Ак-Довурак — Кызыл энергосистема Тыва была присоединена к энергосистеме Сибири.
В 1995 году была введена в эксплуатацию малая ГЭС мощностью 165 кВт на реке Чаваш у курорта Уш-Белдир. В 2001 году была пущена малая ГЭС мощностью 165 кВт на реке Моген-Бурен в с. Кызыл-Хая. По состоянию на 2020 год, эти станции не эксплуатировались. В 2010 и 2012 годах на подстанции 220 кВ «Кызыльская» были введены в эксплуатацию две мобильные газотурбинные электростанции общей мощностью 45 МВт, в 2013 и 2017 годах они были выведены из эксплуатации. В 2019 году была введена в эксплуатацию микро-ГЭС мощностью 15 кВт на р. Барлык.

## Генерация электроэнергии
По состоянию на конец 2020 года, на территории Тывы эксплуатировались Кызылская ТЭЦ, 13 небольших дизельных электростанций и микро-ГЭС на р. Барлык, общей мощностью 24 МВт. Все электростанции, кроме Кызылской ТЭЦ, не присоединены к единой энергосистеме и работают изолированно.

### Кызылская ТЭЦ
Станция расположена в г. Кызыл, является основным источником теплоснабжения города. Паротурбинная теплоэлектроцентраль (фактически — водогрейная котельная с попутной выработкой электроэнергии), в качестве топлива использует каменный уголь. Турбоагрегаты станции введены в эксплуатацию в 1959—1969 годах. Установленная электрическая мощность станции — 17 МВт, тепловая мощность, по разным данным, 310,2 или 341,2 Гкал/час. Фактическая выработка электроэнергии в 2020 году — 37,2 млн кВт·ч. Оборудование станции включает в себя четыре турбоагрегата, из них два мощностью по 2,5 МВт и два мощностью по 6 МВт, а также шесть котлоагрегатов. Принадлежит АО «Кызылская ТЭЦ» (входит в группу «Сибирская генерирующая компания»).

### Дизельные электростанции
В регионе функционируют 13 дизельных электростанций общей мощностью около 7 МВт, расположенных в с. Тоора-Хем, с. Ырбан, с. Хамсара, с. Сыстыг-Хем Тоджинского кожууна, с. Мугур-Аксы, с. Кызыл-Хая Монгун-Тайгинского кожууна, с. Кунгуртуг, с. Балыктыг Тере-Хольского кожууна, с. Хут, с. Севи Пий-Хемского кожууна, с. Усть-Ужеп, с. Катазы Каа-Хемского кожууна, с. Качык Эрзинского кожууна.

### Микро-ГЭС на р. Барлык
Расположена у с. Тоолайлыг Монгун-Тайгинского кожууна. Введена в эксплуатацию в 2019 году. Мощность станции — 15 кВт.

## Потребление электроэнергии
Потребление электроэнергии в Тыве (с учётом потребления на собственные нужды электростанций и потерь в сетях) в 2020 году составило 802,5 млн кВт·ч, максимум нагрузки — 154 МВт. Таким образом, Тыва является энергодефицитным регионом, дефицит покрывается за счёт перетоков из Красноярского края и Хакасии. В структуре энергопотребления население занимает 21 %, промышленность — 23 %, потери в сетях составляют 31 %. Крупнейшие потребители электроэнергии: ООО «УК Межегейуголь» — 34 млн кВт·ч, ООО «Тардан Голд» — 12 млн кВт·ч, ООО «Тувинская горнорудная компания» — 8 млн кВт·ч. Функции гарантирующего поставщика электроэнергии выполняет АО «Тываэнерго».

## Электросетевой комплекс
Энергосистема Тывы входит в ЕЭС России, являясь частью Объединённой энергосистемы Сибири, находится в операционной зоне филиала АО «СО ЕЭС» — «Региональное диспетчерское управление энергосистемы Красноярского края и Республики Тыва» (Красноярское РДУ). Энергосистема региона связана с энергосистемами Красноярского края по одной ВЛ 220 кВ, Хакасии по одной ВЛ 220 кВ, Монголии по двум ВЛ 110 кВ.
Общая протяженность линий электропередачи напряжением 0,4—220 кВ составляет 10 196,3 км, в том числе линий электропередачи напряжением 220 кВ — 498,3 км, 110 кВ — 785,1 км, 35 кВ — 709,9 км, 0,4-10 кВ — 8203 км. Магистральные линии электропередачи напряжением 220 кВ (и частично ЛЭП 110 кВ) эксплуатируются филиалом ПАО «ФСК ЕЭС» — «Хакасское ПМЭС», распределительные сети напряжением 110 кВ и ниже — АО «Тываэнерго».

## Теплоснабжение
Теплоснабжение в Тыве обеспечивают 262 источника, общей мощностью 1721 Гкал/ч. Большая часть тепловой мощности приходится на пять крупных источников — Кызылскую ТЭЦ, Ак-Довуракскую ТЭЦ, Хову-Аксынскую ТЭЦ, Улуг-Хемскую котельную, Чаа-Хольскую ТЭЦ.